# Yo Gotti

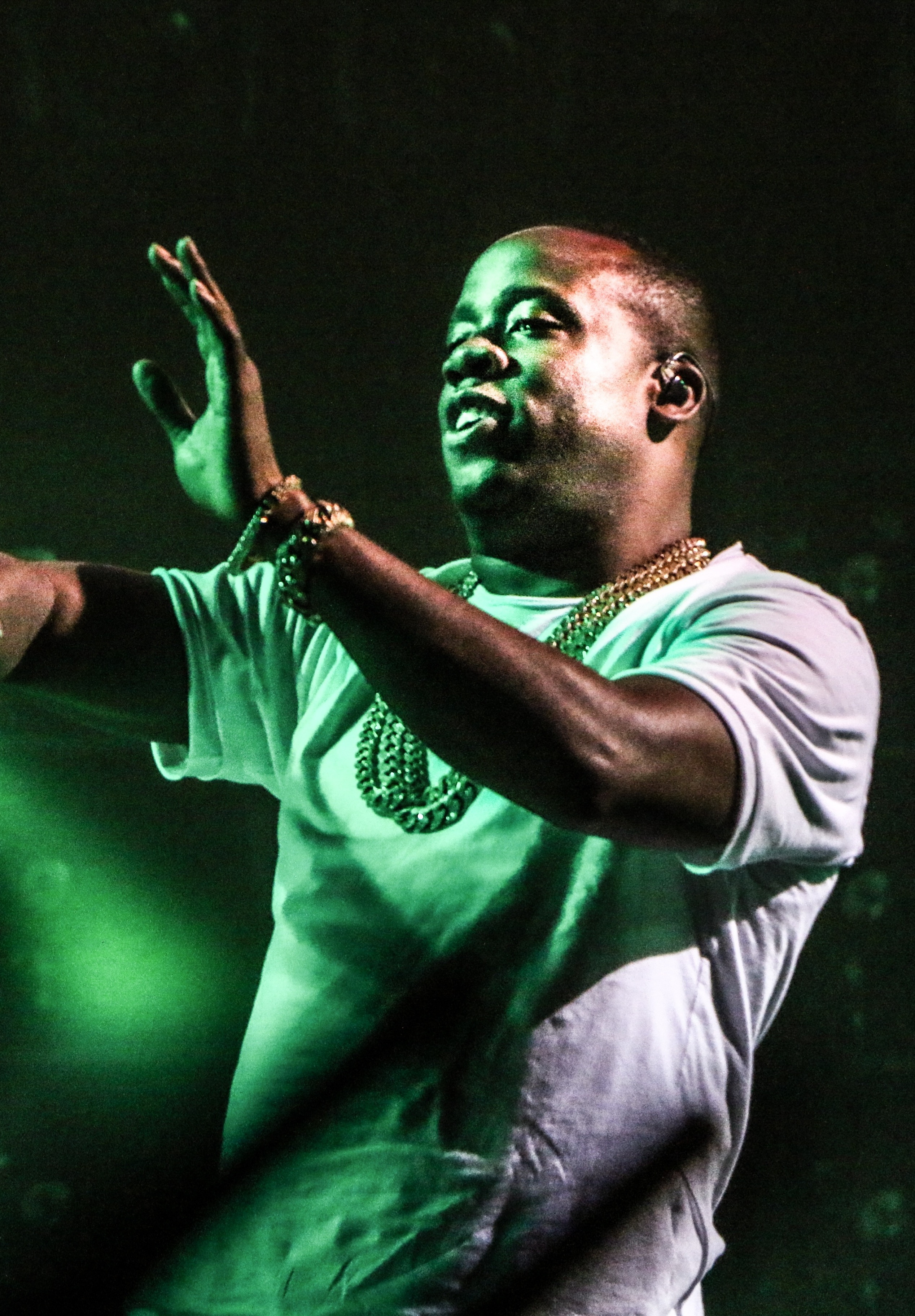
Yo Gotti (2013)

Yo Gotti (* 19. Mai 1981 in Memphis, Tennessee; bürgerlicher Name Mario Mims) ist ein US-amerikanischer Rapper.

## Karriere
Yo Gotti, der sich wie mehrere andere Rapper nach dem Mafioso John Gotti benannt hat, trat bereits in den 1990er Jahren auf, aber erst ab 2000 veröffentlichte er auch eigene Platten. 2003 unterschrieb er dann bei einem richtigen Label, TVT Records und veröffentlichte das Album Life. Zwei Jahre später begann sein Durchbruch mit dem Song Full Time vom Soundtrack des Films Hustle & Flow. Nach diesem ersten Hit erwies sich auch sein folgendes Album Back 2 da Basics als erfolgreich. Er kam unter die Top 100 der Albumverkaufscharts und unter die Top 10 der R&B-Charts. Mit Gangsta Party enthielt das Album auch einen ersten R&B-Hitsong (Platz 80 der R&B-Charts).
Mit den beiden folgenden Mixtapes Cocaine Muzik und CM2 konnte er sich zwar in den R&B-Charts etablieren, einen weiteren Hit brachte er jedoch nicht hervor. Der kam Ende 2009 als Vorabsingle eines neuen Albums. Mit 5 Star kam er erstmals auch in die offiziellen Billboard Hot 100.

## Diskografie

### Studioalben
| Jahr | Titel                 | Höchstplatzierung, Gesamtwochen, AuszeichnungChartsChartplatzierungen (Jahr, Titel, Platzierungen, Wochen, Auszeichnungen, Anmerkungen) | Anmerkungen                             |
| Jahr | Titel                 | US | Anmerkungen                             |
| ---- | --------------------- | --- | --------------------------------------- |
| 2006 | Back 2 da Basics      | US84 (5 Wo.)US | Erstveröffentlichung: 23. Mai 2006      |
| 2012 | Live from the Kitchen | US12 (5 Wo.)US | Erstveröffentlichung: 10. Januar 2012   |
| 2013 | I Am                  | US7 Gold · (18 Wo.)US | Erstveröffentlichung: 19. November 2013 |
| 2016 | The Art of Hustle     | US4 Gold · (24 Wo.)US | Erstveröffentlichung: 19. Februar 2016  |
| 2017 | I Still Am            | US6 Gold · (13 Wo.)US | Erstveröffentlichung: 27. Oktober 2017  |
| 2020 | Untrapped             | US10 Gold · (7 Wo.)US | Erstveröffentlichung: 31. Januar 2020   |
| 2022 | CM10: Free Game       | US3 (5 Wo.)US | Erstveröffentlichung: 4. Februar 2022   |

Weitere Studioalben
- 1996: Youngsta’s on a Come Up (als Lil Yo)
- 2000: From da Dope Game 2 da Rap Game
- 2001: Self Explanatory
- 2003: Life

### Mixtapes
| Jahr | Titel              | Höchstplatzierung, Gesamtwochen, AuszeichnungChartsChartplatzierungen (Jahr, Titel, Platzierungen, Wochen, Auszeichnungen, Anmerkungen) | Anmerkungen                                              |
| Jahr | Titel              | US | Anmerkungen                                              |
| ---- | ------------------ | --- | -------------------------------------------------------- |
| 2009 | Cocaine Muzik 2    | US200 (1 Wo.)US | Erstveröffentlichung: 7. April 2009                      |
| 2016 | 2 Federal          | US97 (1 Wo.)US | Erstveröffentlichung: 31. Oktober 2016 mit Moneybagg Yo  |
| 2016 | White Friday (CM9) | US16 (13 Wo.)US | Erstveröffentlichung: 23. Dezember 2016                  |
| 2017 | Gotti Made-It      | US85 (2 Wo.)US | Erstveröffentlichung: 1. Juni 2017 mit Mike Will Made It |
| 2023 | I Showed U So      | US39 (1 Wo.)US | Erstveröffentlichung: 4. August 2023 mit DJ Drama        |

Weitere Mixtapes
- 2006: Full Time Hustlin’
- 2006: I Told U So (mit DJ Drama)
- 2008: Cocaine Muzik
- 2008: Definition of a G (mit Gucci Mane)
- 2009: Cocaine Muzik 3
- 2010: Cocaine Muzik 4 (mit Zedzilla)
- 2010: Cocaine Muzik 4.5: Da Documentary
- 2010: Cocaine Muzik 5: White Friday
- 2011: Cocaine Muzik 6: Gangster of the Year
- 2011: January 10th: The Mixtape
- 2012: Cocaine Muzik 7: The World Is Yours
- 2013: Nov 19th: The Mixtape
- 2014: Chapter One (mit CMG)
- 2015: Concealed
- 2015: The Return of Cocaine Muzik
- 2015: The Return of Cocaine Muzik Pt. 2
- 2015: The Return
- 2015: Cocaine Muzik 8: Any Hood America

### Singles
| Jahr | Titel Album                                   | Höchstplatzierung, Gesamtwochen, AuszeichnungChartplatzierungen (Jahr, Titel, Album, Platzierungen, Wochen, Auszeichnungen, Anmerkungen) | Höchstplatzierung, Gesamtwochen, AuszeichnungChartplatzierungen (Jahr, Titel, Album, Platzierungen, Wochen, Auszeichnungen, Anmerkungen) | Anmerkungen |
| Jahr | Titel Album                                   | UK | US | Anmerkungen |
| ---- | --------------------------------------------- | --- | --- | --- |
| 2009 | 5 Star Live from the Kitchen                  | — | US79 Gold · (2 Wo.)US | Erstveröffentlichung: 20. Mai 2009                                                                                 |
| 2009 | Women Lie, Men Lie Live from the Kitchen      | — | US81 Gold · (7 Wo.)US | Erstveröffentlichung: 11. Dezember 2009 feat. Lil Wayne                                                            |
| 2013 | Act Right I Am                                | — | US100 Platin · (1 Wo.)US | Erstveröffentlichung: 23. Juli 2013 feat. Jeezy & YG                                                               |
| 2014 | Errrbody –                                    | — | US98 Gold · (1 Wo.)US | Erstveröffentlichung: 14. Juli 2014                                                                                |
| 2015 | Down in the DM The Return / The Art of Hustle | — | US13 ×4Vierfachplatin · (21 Wo.)US | Erstveröffentlichung: 27. Oktober 2015 Remix feat. Nicki Minaj                                                     |
| 2016 | Law The Art of Hustle                         | — | US79 Platin · (9 Wo.)US | Erstveröffentlichung: 28. März 2016 feat. E-40                                                                     |
| 2016 | Champions –                                   | UK— SilberUK | US71 Platin · (3 Wo.)US | Erstveröffentlichung: 7. Juni 2016 mit Kanye West, Gucci Mane, Big Sean, 2 Chainz, Travis Scott, Quavo & Desiigner |
| 2017 | Rake It Up Gotti Made-It / I Still Am         | — | US8 ×5Fünffachplatin · (22 Wo.)US | Erstveröffentlichung: 23. Juni 2017 feat. Nicki Minaj                                                              |
| 2017 | Juice I Still Am                              | — | US90 Gold · (6 Wo.)US | Erstveröffentlichung: 10. Oktober 2017                                                                             |
| 2019 | Put a Date on It Untrapped                    | — | US46 ×2Doppelplatin · (20 Wo.)US | Erstveröffentlichung: 25. Januar 2019 feat. Lil Baby                                                               |

Weitere Singles
- 2003: Dirty South Soldiers (feat. Lil Jon)
- 2005: Full Time
- 2005: Gangsta Party (feat. Bun B & 8Ball)
- 2006: I Got Them (feat. Lil Wayne & Birdman)
- 2007: Let’s Vibe (feat. Pretty Ricky)
- 2008: Sold Out
- 2011: We Can Get It On
- 2012: I Got That Sack
- 2013: King Shit (feat. T.I., US: Gold)
- 2013: Cold Blood (feat. J. Cole & Canei Finch)
- 2013: I Know (feat. Rich Homie Quan, US: ×2Doppelplatin )
- 2015: Rihanna (feat. Young Thug)
- 2016: Wait for It (feat. Blac Youngsta)
- 2016: Castro (feat. Kanye West, Quavo, Big Sean & 2 Chainz)
- 2016: Weatherman (feat. Kodak Black)
- 2017: Blah Blah Blah
- 2019: Pose (feat. Lil Uzi Vert; Remix feat. Megan Thee Stallion, US: Platin)
- 2020: H.O.E (Heaven On Earth)

### Gastbeiträge
| Jahr | Titel Album                                   | Höchstplatzierung, Gesamtwochen, AuszeichnungChartplatzierungen (Jahr, Titel, Album, Platzierungen, Wochen, Auszeichnungen, Anmerkungen) | Höchstplatzierung, Gesamtwochen, AuszeichnungChartplatzierungen (Jahr, Titel, Album, Platzierungen, Wochen, Auszeichnungen, Anmerkungen) | Anmerkungen                                                                                           |
| Jahr | Titel Album                                   | UK | US | Anmerkungen                                                                                           |
| ---- | --------------------------------------------- | --- | --- | --- |
| 2017 | Pills & Automobiles Heartbreak On a Full Moon | UK— SilberUK | US46 ×3Dreifachplatin · (20 Wo.)US | Erstveröffentlichung: 4. August 2017 Chris Brown feat. A Boogie wit da Hoodie, Kodak Black & Yo Gotti |
| 2018 | 1942 Uncle Drew                               | — | US70 Platin · (8 Wo.)US | G-Eazy feat. Yo Gotti & YBN Nahmir                                                                    |

Weitere Gastbeiträge
- 2009: Ridiculous (DJ Drama feat. Gucci Mane, Yo Gotti, Lonnie Mac & OJ da Juiceman)
- 2009: Blockstars (DJ Kayslay feat. Ray J, Yo Gotti, Jim Jones & Busta Rhymes)
- 2010: Hood Bitch Fetish (Dorrough feat. Yo Gotti)
- 2010: All White Everything (Young Jeezy feat. Yo Gotti)
- 2010: Countin’ Money (Bun B feat. Yo Gotti & Gucci Mane)
- 2011: I Know What She Like (Yung Joc feat. Yo Gotti)
- 2012: Hood Rich Anthem (DJ Scream feat. 2 Chainz, Future, Waka Flocka Flame, Yo Gotti & Gucci Mane)
- 2012: Wild Boy (Remix) (Machine Gun Kelly feat. Meek Mill, 2 Chainz, French Montana, Mystikal, Steve-O & Yo Gotti)
- 2013: 4 What (DJ Drama feat. Young Jeezy, Yo Gotti & Juicy J)
- 2013: Numb (August Alsina feat. B.o.B & Yo Gotti, US: Gold)
- 2014: Hoe (Kirko Bangz feat. YG & Yo Gotti)
- 2014: Don't Worry ’Bout It (50 Cent feat. Yo Gotti)
- 2014: Yayo (Snootie Wild feat. Yo Gotti)
- 2014: Turn Up For a Check (K Camp feat. Yo Gotti)
- 2014: Maybe (Teyana Taylor feat. Yo Gotti & Pusha T, US: Gold)
- 2014: Somethin’ Right (DJ Infamous feat. Big K.R.I.T. & Yo Gotti)
- 2015: Order More (G-Eazy feat. Yo Gotti, US: Platin)
- 2016: Run the Check Up (DJ Infamous feat. Jeezy, Ludacris & Yo Gotti)
- 2016: Better (Meghan Trainor feat. Yo Gotti)
- 2018: Wraith (T.I. feat. Yo Gotti)
- 2018: How Dat Sound (Trey Songz feat. Yo Gotti & 2 Chainz)
- 2022: Blessed (GloRilla feat. Yo Gotti, US: Gold)

## Auszeichnungen für Musikverkäufe
| Goldene Schallplatte - Dänemark - 2022: für die Single Champions - Neuseeland - 2019: für die Single Down in the DM - Vereinigte Staaten - 2023: für das Lied F-U - 2023: für das Lied They Like Platin-Schallplatte - Australien - 2020: für die Single Pills & Automobiles - Kanada - 2019: für die Single 1942 - Neuseeland - 2020: für die Single Rake It Up - 2021: für die Single Pills & Automobiles | 2× Platin-Schallplatte - Kanada - 2019: für die Single Rake It Up |

Anmerkung: Auszeichnungen in Ländern aus den Charttabellen bzw. Chartboxen sind in ebendiesen zu finden.
| Land/RegionAuszeichnungen für Musikverkäufe (Land/Region, Auszeichnungen, Verkäufe, Quellen) | Silber     | Gold       | Platin       | Verkäufe   | Quellen          |
| -------------------------------------------------------------------------------------------- | ---------- | ---------- | ------------ | ---------- | ---------------- |
| Australien (ARIA)                                                                            | —          | —          | Platin1      | 70.000     | aria.com.au      |
| Dänemark (IFPI)                                                                              | —          | Gold1      | —            | 45.000     | ifpi.dk          |
| Kanada (MC)                                                                                  | —          | —          | 3× Platin3   | 240.000    | musiccanada.com  |
| Neuseeland (RMNZ)                                                                            | —          | Gold1      | 2× Platin2   | 75.000     | radioscope.co.nz |
| Vereinigte Staaten (RIAA)                                                                    | —          | 14× Gold14 | 22× Platin22 | 29.000.000 | riaa.com         |
| Vereinigtes Königreich (BPI)                                                                 | 2× Silber2 | —          | —            | 400.000    | bpi.co.uk        |
| Insgesamt                                                                                    | 2× Silber2 | 16× Gold16 | 28× Platin28 |            |                  |